# Distrito de Unión Agua Blanca
El distrito de Unión Agua Blanca es uno de los trece que conforman la provincia de San Miguel, ubicada en el departamento de Cajamarca en el Norte del Perú. 
Desde el punto de vista jerárquico de la Iglesia católica forma parte de la Diócesis de Cajamarca, sufragánea de la Arquidiócesis de Trujillo.

## Historia
El distrito fue creado mediante Ley N° 23936 del 26 de septiembre de 1984, en el segundo gobierno del Presidente Fernando Belaúnde Terry.

## Geografía
Tiene una superficie de 171,71 km².

## Capital
Su capital es la localidad de Agua Blanca. 

## Autoridades

### Municipales
- 2011 - 2014[3]
  - Alcalde: Juvenal Ramírez Quispe, del Movimiento Regional Fuerza Social Cajamarca (FS)
  - Regidores: César Nilton Alayo Vásquez (FS), Hecner Espinoza Molina (FS), Rosa Marleny Correa Cueva (FS), Doris Isdraelita Quispe Vásquez (Partido Aprista Peruano), Wilder Espinoza Avellaneda (Partido Aprista Peruano).[4]
- 2007 - 2010
  - Alcalde: Enrique Alfonso Agurto Vásquez.

### Policiales
- Comisario:  PNP.

### Religiosas
- Diócesis de Cajamarca[5]
  - Obispo: Mons. José Carmelo Martínez Lázaro, OAR.